# Minerva Bernardino
Minerva Bernardino, född 1907, död 1998, var en diplomat från Dominikanska republiken.
Hon var delegat till United Nations Conference on International Organization i San Francisco 1945, och tillhörde därmed FN:s grundare. 